# Deißlingen
Deißlingen település Németországban, azon belül Baden-Württembergben. Lakosainak száma 6364 fő (2023. december 31.). Deißlingen Zimmern ob Rottweil, Rottweil, Aldingen, Trossingen, Villingen-Schwenningen, Dauchingen és Niedereschach községekkel határos.

## Népesség
A település népessége az elmúlt években az alábbi módon változott:
| Lakosok száma | 4312 | 4730 | 4854 | 4936 | 4976 | 5574 | 5869 | 6080 | 5930 | 6364 |
|               | 1961 | 1967 | 1974 | 1980 | 1987 | 1993 | 2000 | 2006 | 2013 | 2023 |